# Johannes Andreas Olearius

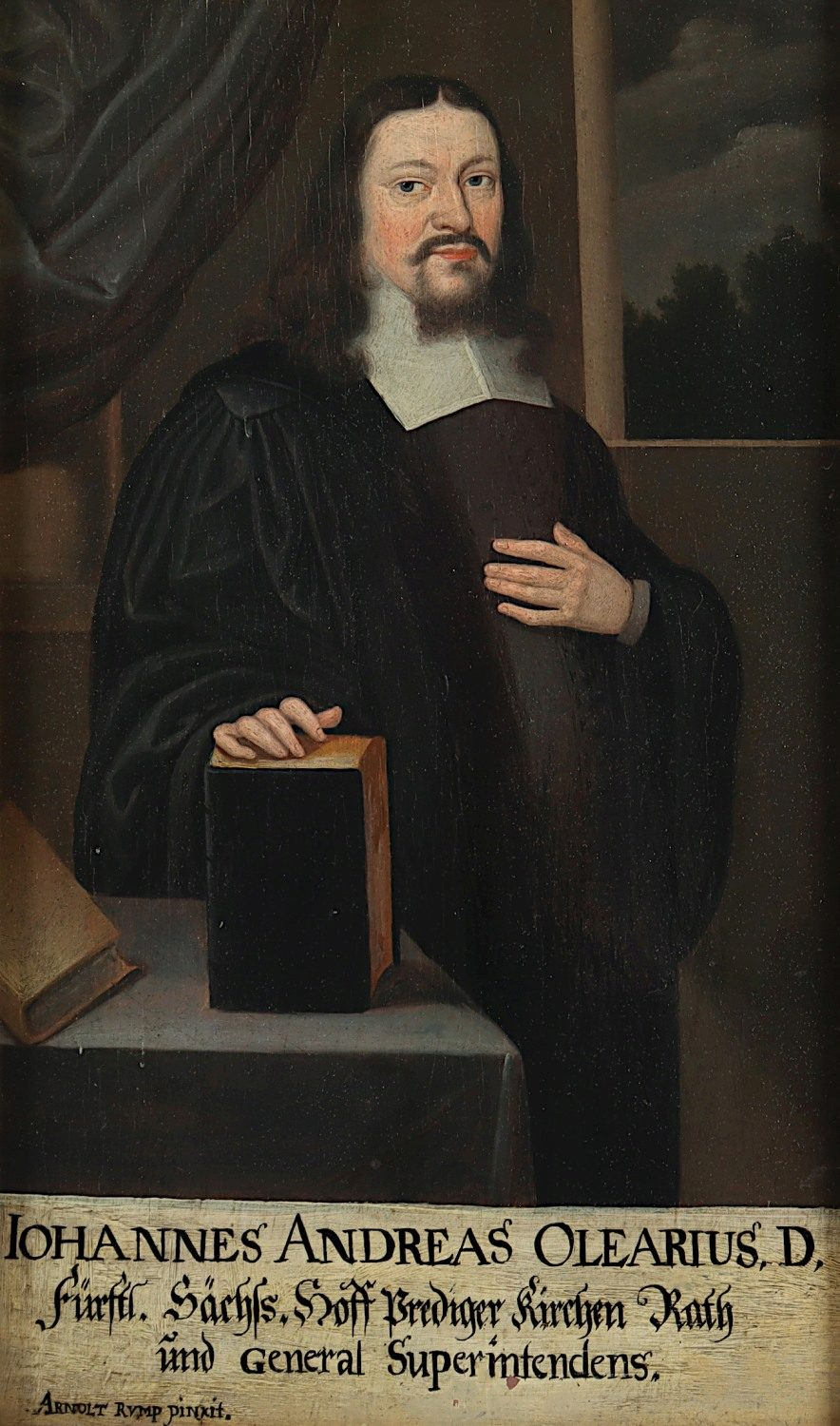
Johannes Andreas Olearius

Johannes Andreas Olearius (* 24. September 1639 in Querfurt; † 6. Juni 1684 in Weißenfels) war ein deutscher lutherischer Theologe.

## Leben
Dem Sohn des Johannes Olearius wurde vom Vater bereits frühzeitig philosophische und theologische Grundkenntnisse vermittelt. 1657 bezog er die Universität Jena, wo er 1659 den philosophischen Magistergrad erwarb und unter die theologischen Kandidaten aufgenommen wurde. Im Studium der Theologie besuchte er die Vorlesungen von Johannes Musäus, Christian Chemnitz (1615–1666), Johann Ernst Gerhard dem Älteren und Sebastian Niemann. Nachdem er dort auch eigene Vorlesungen gehalten hatte, ging er an die Universitäten in Leipzig, Wittenberg und Frankfurt (Oder).
1662 unternahm er mit seinem Bruder Johann Gottfried Olearius eine Gelehrtenreise. Diese führte ihn nach Heidelberg, Basel und Straßburg. Über den Rhein hinab gelangten sie über Köln an die holländischen Universitäten in Utrecht, Leiden, Franeker und Groningen. Zum Jahresende 1662 waren sie wieder nach Halle zurückgekehrt, wo er am dritten Weihnachtsfeiertag wegen der Unpässlichkeit seines Vaters am Halleschen Dom eine Predigt übernahm. Diese hörte Herzog August von Sachsen-Weißenfels, der ihn dazu ermunterte, einen theologischen Grad zu erwerben, und ihm die Möglichkeit eröffnete, in Halle ein Predigtamt zu erhalten.
Daher zog er wieder nach Jena, hielt dort am 18. Februar seine Inaugural-Disputation und wurde am 19. Februar 1663 zum Lizentiaten der Theologie ernannt. In Halle wurde er Adjunkt seines Vaters und Frühprediger am Halleschen Dom. Am 13. Juli 1664 erwarb er zudem den theologischen Doktorgrad in Jena und wurde 1671 von Herzog August zum Konsistorialassessor, Kirchenrat und Vice-Generalsuperintendent des Fürstentums Querfurt in Weißenfels ernannt. Dies blieb er auch unter der Führung des Sachsen-Weißenfelser Herzogs Johann Adolf I. Kurz nach dem Tod seines Vaters erkrankte und starb er an einer Grippe und wurde am 8. Juni beigesetzt. Er hat verschiedene Predigten und Disputationen hinterlassen, jedoch keine exegetisch weitgreifenden Werke verfasst.

## Familie
Olearius hatte sich in Halle am 18. September 1665 mit Anna Sabina, der Tochter des Superintendenten von Schmalkalden Hieronymus Praetorius (* 25. November 1595 in Hamburg; † 23. Dezember 1651 in Schmalkalden), verheiratet. Aus dieser Ehe gingen drei Kinder hervor:
- Johann August Olearius (* 17. August 1666 in Halle (Saale); † 1668 ebenda)
- Anna Sybilla (* 31. Juli 1668 in Halle (Saale); † 14. Januar 1674 in Weißenfels)
- Johann August Olearius (* 25. Juni 1671 in Halle (Saale); † 16. Juli 1736 in Weißensee) Uni. Leipzig Sommersemester 1680 immat., studierte 1690, 24. April 1690 Bac., 28. Januar 1692 Mag. Phil, Ord. in Leipzig 13. Juni 1702, 1702 Sup. in Eckertsberga, 1713 Sup. in Weißensee. Verh. 22. Januar 1704 Johanna Sophia, die T. des Weißenfelser Bürgermeisters Gottfried Pönicke. Aus der Ehe sind fünf Kinder bekannt, zwei Söhne und drei Töchter. Anna Sophia Olearius (* 11. Mai 1705 in Eckertsberga), Johanna Sybilla (* 13. Mai 1706 in Eckertsberga), Johann Gottfried Olearius (* 24. Juli 1707 in Eckertsberga), Johann August Olearius (* 12. August 1708 in Eckertsberga), Johanna Rosina (* 26. August 1712 in Eckersberga).